# Nerocila trichiura
Nerocila trichiura es una especie de crustáceo isópodo marino del género Nerocila, familia Cymothoidae. Fue descrita científicamente por Miers en 1878.

## Distribución
Esta especie se encuentra en el océano Índico, Mauricio, Sudáfrica, Comoras y la parte occidental del Indo-Pacífico.